# Franz von Wieser

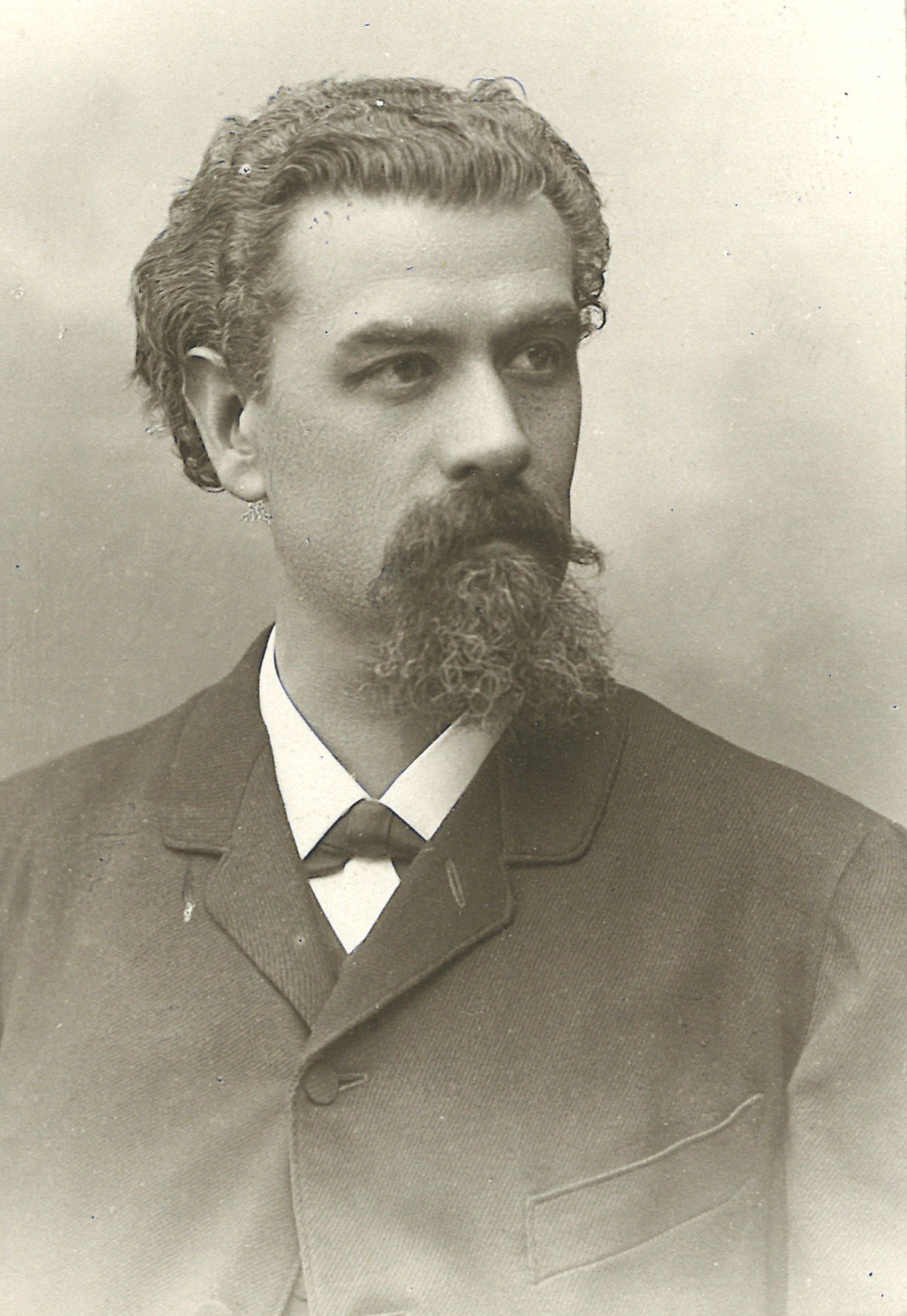
Franz von Wieser, aufgenommen um die vorletzte Jahrhundertwende für ein Fotoalbum der Universität Innsbruck

Franz Wieser Ritter von Wiesenhort (* 18. Oktober 1848 in Kufstein, Kaisertum Österreich; † 8. April 1923 in Innsbruck) war ein österreichischer Geograph, Kunsthistoriker und Hochschullehrer an der Universität Innsbruck. Er war Landeskonservator und diente als langjähriger Vorstand des Tiroler Landesmuseum Ferdinandeum. 
Zum ehrenden Andenken vergibt der Verein Tiroler Landesmuseum Ferdinandeum seit 1930 die Franz-von-Wieser-Medaille an Persönlichkeiten, die sich um die Kunst und Wissenschaft, insbesondere um die Erforschung Tirols, besonders verdient gemacht haben. 

## Leben
Wieser entstammte einer Tiroler Beamtenfamilie. Sein Vater war Arzt, welcher jedoch früh verstarb und seine Mutter und seine drei jüngeren Geschwister hinterließ. Sein Oheim Ludwig war als Ordensritter 3. Klasse der Eisernen Krone 1863 in den Adelsstand erhoben wurden und erhielt den Adelstitel auch für seinen Neffen, mit vollem Namen Franz Wieser Ritter von Wiesenhort.
Wieser wuchs in Innsbruck, im Hause seines Großvaters mütterlicherseits, Berreiter, auf, der ebenfalls Appellationsgerichtsrat war und kam dort bereits mit namhaften Bürgern und Gelehrten Tirols in Kontakt und interessierte sich früh für die Geschichte. Nach seiner Matura 1866 begann er an der Universität Innsbruck ein Studium der Geschichtswissenschaft bei Julius Ficker sowie daneben Germanistik und klassische Philologie. Im Herbst 1870 schloss er seine Studien in Innsbruck mit der Doktorats- und Lehramtsprüfung für Deutsch, Geographie und Geschichte ab, besuchte im Wintersemester noch Vorlesungen über die Geschichte des Mittelalters in München (Wilhelm von Giesebrecht) sowie Seminarübungen in Göttingen (Georg Waitz), wo er ebenfalls mit Geophysikern (Johann Eduard Wappäus und Heinrich Wilhelm Dove) zusammentraf. Im Herbst 1871 wurde er Lehrer an der Oberrealschule in Brünn (Johannesgasse), ab Sommer 1872 im Staatsgymnasium Bozen. Nach einer Beurlaubung im Sommersemester 1874 für weiterführende Studien an der Universität Leipzig bei Oscar Peschel habilitierte sich Wieser im Herbst 1874 in Innsbruck zum Privatdozent für Geographie, wurde 1879 außerordentlicher Professor, 1885 Ordinarius. 1901 lehnte er den Ruf der Universität Wien ab, die Nachfolge für Wilhelm Tomaschek († 1901) anzutreten. An der Universität Innsbruck war er mehrfach Dekan der philosophischen Fakultät und 1897/98 Rektor der Universität. 1920 emeritierte er.
1887 wurde er ehrenamtlicher Vorstand des Museum Ferdinandeum, und folgte in dieser Position Alfons Huber nach. Diese Funktion hatte er mehr bis 1919 inne. 1890 wurde er Konservator für die prähistorische Abteilung der Zentralkommission für Kunst und historische Denkmale. Von 1912 bis 1922 war er Landeskonservator für Tirol und ab 1911 Mitglied des nunmehrigen Staatsdenkmalamtes.

## Werke (Auswahl)

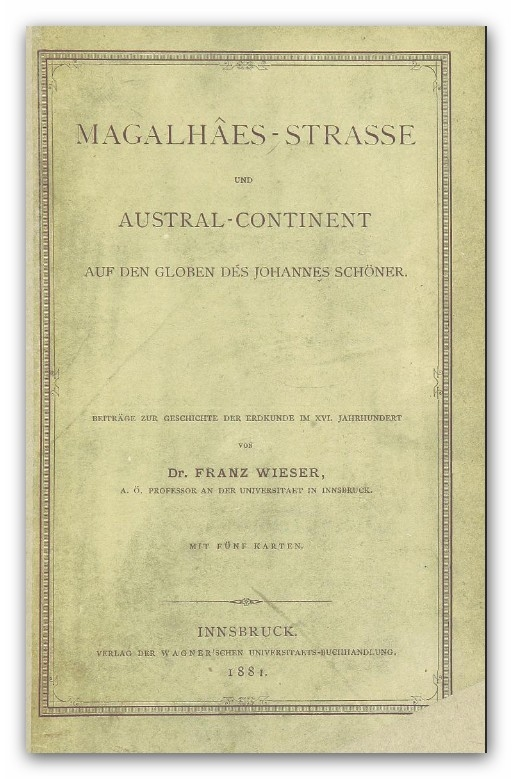
Die „Magalhaes-Straße“

- Magalhâes-Strasse und Austral-Continent auf den Globen des Johannes Schöner: Beiträge zur Geschichte der Erdkunde im XVI. Jahrhundert. Innsbruck 1881 (google.de).
- Der verschollene Globus des Johannes Schöner von 1523. Wiederaufgefunden und kritisch gewürdigt von Dr. Franz R. v. Wieser. Wien 1888 (klassik-stiftung.de).
- Die Bronze-Gefäße von Moritzing. In: Zeitschrift des Ferdinandeums für Tirol und Vorarlberg III/35, 1891, S. 305–329.

## Ehrungen
- Mitglied der Deutschen Akademie der Naturforscher Leopoldina (1886)
- Korrespondierendes Mitglied der Zentralkommission für Kunst- und historische Denkmale (1887)
- k.k. Hofrat (1898)
- Orden der Eisernen Krone, Ritter III. Klasse (1895)
- Komtur des Franz-Joseph-Ordens (1907)
- Medaille des 2. Internationalen Geographenkongresses Venedig (1881) für Magalhaes-Straße
- Korrespondierendes inländisches Mitglied der Österreichischen Akademie der Wissenschaften (1905)
- Franz-von-Hauer-Medaille der Österreichischen Geographischen Gesellschaft (1906)
- Wirkliches Mitglied der Österreichischen Akademie der Wissenschaften (1921)

## Privates
Wieser heiratete 1888 Waltraut von Zingerle, Tochter des Germanisten und Dichters Ignaz Vinzenz von Zingerle. Das Paar hatte vier Söhne und zwei Töchter.